# Neogarrettismo
Neogarrettismo foi um movimento literário revivalista surgido em Portugal em finais do século XIX e inspirado nos ideais de Almeida Garrett, como o nacionalismo literário e a proteção do património cultural português.